# Подводные лодки типа «Барбел»
Подводные лодки типа «Барбел» — многоцелевые дизель-электрические подводные лодки (ДЭПЛ), в которых были воплощены многие новаторские технические решения, получившие дальнейшее развитие в американских атомных подводных лодках. Лодки типа «Барбел» стали первыми серийными лодками с оптимальной для подводного хода каплевидной формой корпуса, впервые опробованной на экспериментальной лодке USS Albacore (AGSS-569). Другим новшеством на лодках этого типа стал боевой командный центр, расположенный в корпусе, в отличие от лодок предыдущего типа, где он располагался в надстройке.
Лодки типа «Барбел» входили в состав американского флота с 1958 по 1990 годы и стали последними неатомными подводными лодками ВМС США. После выхода из состава ВМС США последней лодки этого типа, подводный флот США стал полностью атомным.
По мнению американских специалистов, лодки типа «Барбел» по своим боевым возможностям соответствуют советским подводным лодкам типа «Варшавянка», выпущеным спустя 20 лет и до сих пор находящимся в составе многих флотов мира. Несколько лодок этого типа были проданы Нидерландам.

## Тактико-технические характеристики
- Водоизмещение: 1745 т лёгкое, 2316 т полное надводное, 2644 т подводное
- Длина: 66,5 м
- Ширина: 8.8 м
- Осадка: 8.9 м
- Вооружение: 6 x 533-мм носовых торпедных аппаратов, боезапас 18 торпед
- Двигательная установка: 3 дизеля Fairbanks-Morse 38d(8 1/8)×10 3150 л. с. (2,3 MW), 2 электромотора General Electric 4800 л. с. (3,6 MW)
- Скорость: 14 узлов надводная, 12 узлов под РДП, 18,5 узла подводная в течение 90 минут
- Время подводного хода: 1,5 часа с полной скоростью, 102 часа со скоростью 3 узла.
- Дальность плавания в надводном положении: 19 000 миль без дозаправки
- Глубина погружения: 217 м
- Экипаж: 8 офицеров и 69 матросов

## Состав серии
| Название | Номер  | Заложен    | Спущен     | В строю    | Списан     |
| -------- | ------ | ---------- | ---------- | ---------- | ---------- |
| Barbel   | SS-580 | 18.05.1956 | 19.07.1958 | 17.01.1959 | 04.12.1989 |
| Blueback | SS-581 | 15.04.1957 | 16.05.1959 | 15.10.1959 | 01.10.1990 |
| Bonefish | SS-582 | 03.06.1957 | 22.11.1958 | 09.07.1959 | 28.09.1988 |